# ألكساندر موستوفوي
ألكساندر موستوفوي، من مواليد 22 أغسطس 1968 في سان بطرسبرغ في روسيا، لاعب كرة قدم روسي سابق.
بدأ مسيرته الكروية مع نادي سبارتاك موسكو في عام 1987، ولعب معهم حتى عام 1991، وشارك معهم في 106 مباريات وسجل 34 هدف، وفي موسم 1992/1993 لعب مع نادي بنفيكا البرتغالي، وشارك معهم في 9 مباريات، وفي موسم 1993/1994 انتقل إلى نادي كان الفرنسي، ولعب معهم 15 مباراة وسجل 3 أهداف، وفي عام 1994 انتقل إلى نادي ستراسبورغ الفرنسي، ولعب معهم حتى عام 1996، وقد شارك معهم في 65 مباراة وسجل 16 هدف، وفي عام 1996 انتقل إلى نادي سيلتا فيغو الإسباني، ولعب معهم حتى عام 2004، وشارك معهم في 259 مباراة وسجل 66 هدف.
و قد لعب مع منتخب الاتحاد السوفييتي لكرة القدم 15 مباراة وسجل 3 أهداف، ولعب مع منتخب روسيا لكرة القدم 50 مباراة وسجل 10 أهداف.

## وصلات خارجية
- ألكساندر موستوفوي على موقع الاتحاد الدولي (مؤرشف)  (الإنجليزية)
- ألكساندر موستوفوي على موقع قاعدة بيانات كرة القدم.إي يو (الإنجليزية)
- ألكساندر موستوفوي على موقع ناشيونال فوتبول تيمز (الإنجليزية)
- ألكساندر موستوفوي على موقع Soccerway.com (الإنجليزية)
- ألكساندر موستوفوي على موقع عالم كرة القدم.نت (الإنجليزية)